# Манго (співак)
Джузеппе Манго (італ. Giuseppe; 6 листопада 1954, Лагонегро — 7 грудня 2014, Полікоро) — італійський композитор, музикант і поет, також відомий під ім'ям Манго.

## Початок
Співати почав рано, у сім років вже грав з місцевими групами, з різними музичними жанрами (від блюзу до хард-року). В юності його фаворитами були Led Zeppelin, Deep Purple, Арета Франклін і Пітер Гебріел. Здобув вищу освіту в галузі соціології в університеті Салерно і почав писати тексти для пісень.

## Під псевдонімом Піно Манго
У 1975 році він вирушив до Риму і під керівництвом Сільвано Ді Ауріа в жовтні 1976 року випускає в лейблі RCA, альбом «Моя гаряча подруга». Дві пісні з нього привертають увагу Патті Право, яка вирішила включити їх в свій альбом. Назва однієї з пісень було змінена. Міа Мартіні також залучають мелодії Манго і вони є в її альбомі «Che vuoi che sia ... se t'ho aspettato tanto».
У 1977 році на лейблі «Numero Uno» вийшли на вінілі невидані раніше пісні. У 1979 році він випустив альбом «Арлекін» в якому його брат, Армандо Манго, виступає як автор і музикант. Ще через три роки (1982) на студії Fonit CETRA, виходить альбом «Небезпечне перенапруження» (È pericoloso sporgersi).
У 1985 році на фестивалі Сан-Ремо Піно Манго отримав за пісню «Il viaggio» премію критики, хоча і не дійшов до фіналу. У 1987 році він без особливого успіху презентував в Сан-Ремо пісню «Dal cuore in poi», але справжнім шлягером в Європі стала «Bella d'estate», що вийшла як раз під час фестивалю на диску, записаному разом з Лучіо Далла і розпроданому тиражем 350 000 примірників. У 1998 році він виконав в Сан-Ремо пісню «Luce», у 2000 році виступив на фестивалі з «Fare l'amore», написаною разом з Мьєттою. У 2007 році Манго зайняв на фестивалі Сан-Ремо п'яте місце з композицією «Chissà se nevica», яку виконав дуетом зі своєю дружиною Лаурою Валенте .

## Особисте життя
В 2004 році Манго одружився з Лаурою Валенте, з якою перебував у постійному зв'язку з 1985 року. У подружжя було двоє дітей: Філіппо і Анджеліна .
7 грудня 2014 року під час концерту Манго в Полікоро з ним трапився інфаркт, співак помер перш ніж його довезли до лікарні.
У ніч на 9 грудня 2014 року під час домашньої заупокійної служби по Джузеппе помер його старший брат Джованні, 75-річний пенсіонер, колишній муляр .

## Дискографія

### Альбоми
- La mia ragazza è un gran caldo (1976)
- Arlecchino (1979)
- È pericoloso sporgersi (1982)
- Australia (1985)
- Odissea (1986)
- Adesso (1987)
- Inseguendo l’aquila (1988)
- Sirtaki (1990)
- Come l’acqua (1992)
- Mango (1994)
- Dove vai (1995)
- Credo (1997)
- Visto così (1999)
- Disincanto (2002)
- Ti porto in Africa (2004)
- Ti amo così (2005)
- L’albero delle fate (2007)
- Acchiappanuvole (2008)
- Gli amori son finestre. Live (2009)
- La terra degli aquiloni (2011)

### Альбоми іспанською мовою
- Ahora — Fonit Cetra/BMG Ariola — 1987
- Hierro y Fuego — Fonit Cetra/BMG Ariola — 1988
- Sirtaki — Sanni Records — 1991